# Kremîdiv, Halîci
Kremîdiv (în ucraineană Кремидів) este un sat în comuna Kinceakî din raionul Halîci, regiunea Ivano-Frankivsk, Ucraina.

## Demografie
Componența lingvistică a localității Kremîdiv
     Ucraineană (98,88%)
     Rusă (1,12%)
Conform recensământului din 2001, majoritatea populației localității Kremîdiv era vorbitoare de ucraineană (98,88%), existând în minoritate și vorbitori de rusă (1,12%).